# Abbé Sosson
Abbé Sosson (* 1881 in Saint-Léger (Belgien); † März 1945 im KZ Buchenwald) war ein belgischer römisch-katholischer Geistlicher und Märtyrer.

## Leben
Pfarrer Sosson (unbekannten Vornamens) stammte aus Châtillon (heute Ortsteil von Saint-Léger) zwischen Arlon und Virton. Aus seiner Familie waren bereits mehrere Priester und Nonnen hervorgegangen. Er studierte in Bastogne und Namur und wurde 1906 zum Priester geweiht. Die Stationen seines Wirkens waren: Vikar in Florenville und Houffalize, dann Pfarrer in Bande (Nassogne), Sainte-Marie-sur-Semois (Étalle) und schließlich Pfarrer in Saint-Léger unweit seines Geburtsortes.
Wegen Widerstandsaktivitäten wurde er am 9. Mai 1944 festgenommen und über Arlon und Lüttich in das KZ Buchenwald transportiert. Dort starb er im März 1945 im Alter von 64 Jahren.